# Dorcas
Dorcas is een christelijke organisatie voor noodhulp en ontwikkelingssamenwerking, die werkzaam is in Oost-Europa, Oost-Afrika en het Midden-Oosten. Ter ondersteuning van deze activiteiten beschikt de organisatie in Nederland over meer dan 40 kringloopwinkels, die bestierd worden door vrijwilligers. Het internationale kantoor zetelt in Almere.

## Geschiedenis
In 1980 richtte Dirk-Jan Groot de Christelijke Stichting voor Hulp aan Gewetensvervolgden (CSHG) op in Andijk. Via deze stichting organiseerde hij samen met groepen vrijwilligers hulp voor mensen die vanwege hun geloofsovertuiging vervolgd werden in Oost-Europa. Ook stuurden zij transporten met hulpgoederen naar mensen in Oost-Europa die leefden in extreme armoede. In 1989 breidde het werk zich uit naar Oost-Afrika, en nog later naar het Midden-Oosten. 
In 1986 ontstond de stichting Dorcas uit de CSHG, en in 1995 is de CSHG opgeheven. De naam Dorcas verwijst naar de Bijbelse vrouw Dorkas, een vroege volgelinge van Jezus die 'overvloedig was in goede werken en aalmoezen'. Vanaf 1995 werd het werk in twee stichtingen onderverdeeld: Stichting Dorcas Aid International en Dorcas Hulp Nederland. In 2013 fuseerden deze stichtingen officieel tot Stichting Dorcas Aid International, ook wel Dorcas. In 2020 verhuisde de organisatie naar Almere.

## Werkgebied
Dorcas werkt vanuit christelijke inspiratie in gebieden waar sprake is van extreme armoede, langdurige conflicten, grote ongelijkheid en/of sociale uitsluiting. De organisatie heeft vestigingen in 14 landen, die worden geleid door lokale teams. Deze landenkantoren zijn verdeeld over drie regio's.
1. In Oost-Afrika: Ethiopië[6], Kenia[7], Mozambique[8], Tanzania[9] en Zuid-Soedan.[10]
2. In Oost-Europa: Albanië[11], Moldavië[12], Oekraïne[13] en Roemenië.[14]
3. In het Midden-Oosten: Egypte[15], Irak[16], Jemen[17], Libanon[18] en Syrië.[19]

## Doelgroepen
De organisatie richt zich op mensen en gemeenschappen die achtergesteld worden, zoals ouderen, vluchtelingen, minderheidsgroepen en mensen met een beperking. Het streven is dat iedereen binnen een gemeenschap toegang heeft tot eerste levensbehoeften en de kans krijgt om tot bloei te komen.
Bij een ramp of crisis in een van de bovengenoemde landen verleent Dorcas, in nauwe samenwerking met lokale overheden en partners, noodhulp in de vorm van bijvoorbeeld water, voedsel, verzorgingsmiddelen, cashgeld, (spullen voor) onderdak of traumaverwerking. Tegelijkertijd wordt geïnvesteerd in structurele oplossingen voor armoede en uitsluiting, bijvoorbeeld door het stimuleren van ondernemerschap, zelfredzaamheid en de bescherming van mensen in een kwetsbare situatie. 
In Nederland is Dorcas lid van het Christelijk Noodhulpcluster en van de Dutch Relief Alliance.